# Александер Суккар
Александер Суккар (ісп. Alexander Succar, нар. 12 серпня 1995, Ліма) — перуанський футболіст, нападник клубу «Універсітаріо де Депортес» та національної збірної Перу.

## Клубна кар'єра
Вихованець відомої футбольної академії Депортіво Кантолао. У 2014 році Александер підписав контракт з клубом «Спортінг Крістал». 17 серпня в матчі проти «Сьенсіано» він дебютував в перуанській Прімері. У своєму дебютному сезоні Александер став чемпіоном країни, але закріпитись у команді не зумів, тому 2015 році для отримання ігрової практики Суккар на правах оренди перейшов в «Сьєнсіано». 1 травня в матчі проти «Леон де Уануко» він дебютував за нову команду. У цьому ж поєдинку Александер забив свій перший гол за клуь. Після закінчення оренди він повернувся в «Спортінг Крістал». 24 лютого 2016 року в поєдинку проти «Альянса Атлетіко» Суккар забив свій перший гол за команду.
Згодом з 2016 року знову грав в оренді у складі чилійського «Універсідад Сан-Мартін», швейцарського «Сьйона» та чилійського «Уачіпато».
На початку 2020 року став гравцем клубу «Універсітаріо де Депортес». Станом на 6 листопада 2019 року відіграв за команду з Ліми 21 матч в національному чемпіонаті.

## Виступи за збірні
2013 року у складі юнацької збірної Перу до 18 років став бронзовим призером Боліваріанських ігор.
2015 року залучався до складу молодіжної збірної Перу, взявши участь у молодіжному чемпіонаті Південної Америки в Уругваї. На турнірі він зіграв у матчах 8 матчах і забив 4 голи.
8 червня 2017 року дебютував в офіційних іграх у складі національної збірної Перу в товариському матчі проти збірної Парагваю Суккар дебютував за збірної Перу.
У вересні 2019 року до Александера та його молодшого брата Матіаса Суккара, який також є футболістом, зв'язалася збірна Лівану, запропонувавши гравцям представляти їх збірну  у кваліфікації до чемпіонату світу 2022 року через їх ліванське походження. Однак вони відмовились грати за Ліван.

## Титули і досягнення
- Бронзовий призер Боліваріанських ігор: 2013